# Consistório

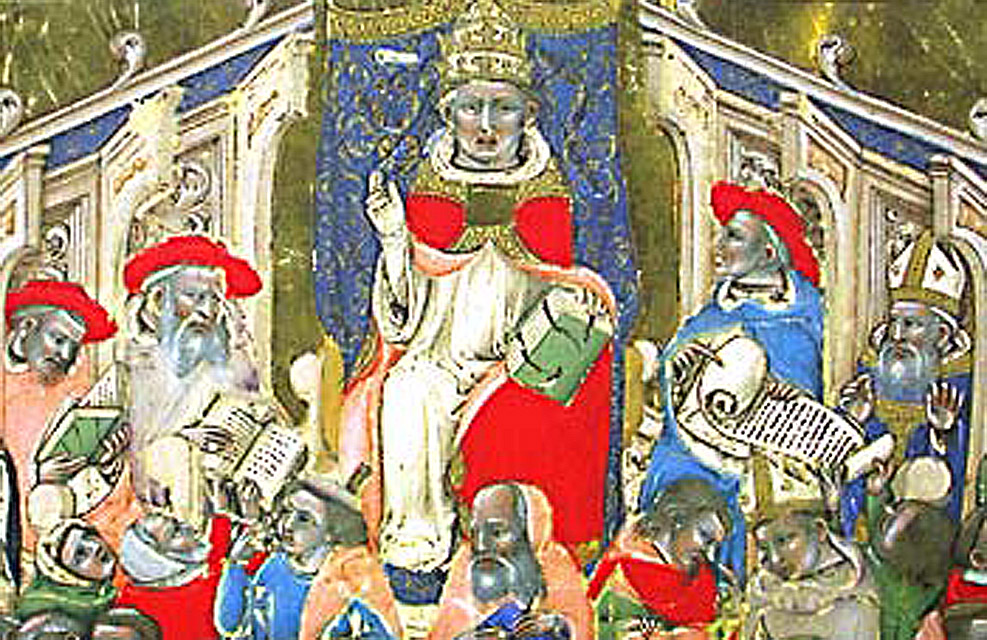
Representação de um consistório papal

O consistório é uma assembleia formal do Colégio dos Cardeais da Igreja Católica, convocada pelo Papa para deliberar sobre assuntos eclesiásticos de relevância. Historicamente, o termo deriva do latim consistorium, utilizado no Império Romano para designar o conselho privado do imperador.

## Etimologia e origem histórica
A palavra consistório provém do latim consistorium, termo composto por con ("com, junto") e sistere ("permanecer, ficar de pé"). Inicialmente, a palavra designava o local onde o imperador romano se reunia com seus conselheiros mais próximos, em um espaço reservado para decisões políticas e judiciais. O sacrum consistorium era, portanto, um conselho sagrado e permanente de assessoramento imperial, instituído formalmente com as reformas de Diocleciano no século III.
A noção de um corpo colegiado de conselheiros próximos ao governante é anterior ao Império Romano, remontando à própria organização política das monarquias helenísticas e do senado republicano romano. Contudo, no Império, especialmente sob Constantino (r. 306–337), o consistório adquire contornos mais nítidos como instrumento do poder centralizado e, ao mesmo tempo, cerimonial.
"O consistório imperial era tanto um conselho de poder quanto uma encenação de legitimidade: ao reunir-se com seus conselheiros mais elevados, o imperador reiterava simbolicamente a ordem hierárquica do império."
Com a cristianização do Império, sobretudo após o Édito de Milão (313) e a crescente identificação entre as funções imperiais e episcopais, muitos elementos da estrutura estatal foram incorporados pela Igreja. Assim, a prática do consistório foi reinterpretada no contexto eclesiástico, tornando-se, na Igreja de Roma, um espaço formal de consulta e decisão do papa com seus cardeais. O consistorium cristão manteve a solenidade e o aspecto reservado de sua origem imperial, mas passou a incorporar uma dimensão teológica de autoridade espiritual.

### Permanência da tradição romana no papado
Com o colapso da autoridade imperial no Ocidente, o papado emergiu como principal depositário da herança administrativa e cultural romanas. Esse processo implicou a absorção de práticas jurídicas, estruturas burocráticas e rituais cerimoniais do antigo Império, sendo o consistório papal um dos testemunhos mais evidentes dessa continuidade.
Durante a Antiguidade Tardia e a Alta Idade Média, os bispos de Roma assumiram gradualmente funções que antes pertenciam a prefeitos urbanos e governadores imperiais. O consistório transformou-se, nesse período, em assembleia regular de conselheiros clericais — inicialmente presbíteros e diáconos, depois predominantemente cardeais — convocada pelo papa para tratar de matérias disciplinares, jurídicas e administrativas.

"A cúria romana não foi uma criação ex nihilo, mas a reinterpretação cristã de práticas de consulta e deliberação herdadas do Império, dotadas agora de um sentido escatológico e pastoral."
A institucionalização do consistório papal consolidou-se no século XI, no contexto das reformas gregorianas. Gregório VII (r. 1073–1085), empenhado em afirmar a centralização e a autonomia da Igreja diante das interferências do poder secular, conferiu ao consistório uma função jurídica e moral bem definida. Passou-se a deliberar, nos consistórios — públicos ou secretos — sobre a nomeação de bispos, disputas entre prelados e questões doutrinárias, reforçando o princípio da colegialidade hierárquica.
No plano simbólico, o consistório papal preservou diversos elementos cerimoniais do consistorium principis romano: a disposição semicircular dos assentos, a entronização do pontífice, o uso de vestes litúrgicas solenes e a proclamação pública das decisões. O papa, nessa configuração, assume o papel de vicarius Christi, concentrando prerrogativas jurídicas e espirituais anteriormente atribuídas ao imperador e aos magistrados do império.
"O papado é a romanidade cristianizada, seu consistório é a imagem ritual do Senado transfigurado pela escatologia cristã."

A partir do século XII, com a sistematização do direito canônico e a consolidação do colégio cardinalício como órgão eletivo e deliberativo, o consistório passou a representar a expressão mais elevada da soberania pontifícia. Nas palavras de Walter Ullmann, "a teocracia pontifícia não apenas se serviu da gramática jurídica romana, mas a reinterpretou como expressão de uma hierarquia espiritual universal".
Desse modo, a tradição romana se preserva no papado não apenas nos aspectos jurídicos e administrativos, mas sobretudo na performatividade simbólica do consistório. Este constitui, ao longo dos séculos, a síntese entre o modelo romano de governo colegiado e a doutrina cristã de autoridade espiritual centralizada.

## O consistório como espaço jurídico e teológico
Ao longo da Idade Média e do início da modernidade, o consistório papal consolidou-se como uma instância central na governança da Igreja Católica, assumindo funções não apenas administrativas, mas sobretudo jurídicas e teológicas. Nesse contexto, o consistório funcionava como tribunal supremo de apelação e como local de consulta sobre matérias dogmáticas, refletindo a concepção de que o papa era, ao mesmo tempo, juiz universal e intérprete supremo da doutrina cristã.
"O consistório é o fórum onde a soberania pontifícia se exerce juridicamente, numa simbiose entre direito e teologia que caracteriza a lógica do governo eclesial medieval."
Durante os séculos XII e XIII, com a sistematização do Direito Canônico a partir das Decretales e do Corpus Iuris Canonici, os consistórios tornaram-se instrumentos regulares de deliberação jurídica. Em muitas ocasiões, questões complexas — como disputas entre dioceses, apelações de sentenças episcopais e decisões sobre heresias — eram submetidas à deliberação consistorial. Essa prática reforçou a imagem do papa como árbitro supremo da cristandade e consolidou o consistório como uma instância teológica de última palavra.
No plano teológico, o consistório era o espaço onde os cardeais — considerados os principais conselheiros do papa — debatiam doutrinas emergentes, examinam candidatos à canonização e autorizavam decisões conciliares. A relevância teológica do consistório intensificou-se especialmente durante os períodos de controvérsia doutrinal, como nas reações à Reforma protestante, quando o consistório tornou-se palco de reafirmação do dogma católico frente às dissensões teológicas.
"No consistório, a autoridade pontifícia se reveste de solenidade teológica, pois ali se delineia a ortodoxia oficial diante das múltiplas interpretações do Evangelho."
A partir do Concílio de Trento (1545–1563), o consistório assumiu papel complementar, porém decisivo, na implementação das decisões conciliares. As sessões consistoriais passaram a tratar de nomeações episcopais, dispensas matrimoniais, processos de beatificação e canonização, bem como de problemas disciplinares envolvendo membros da Cúria Romana. Nessa fase, o consistório revela-se como instrumento de administração eclesial refinada, onde a legislação tridentina era aplicada com rigor técnico e sentido pastoral.
Importa observar que, mesmo diante da crescente especialização dos dicastérios romanos (como a Congregação para a Doutrina da Fé), o consistório permaneceu como espaço simbólico de centralidade jurídica e doutrinária do papado. A autoridade do pontífice, embora assistida por um corpo administrativo robusto, se expressava com maior solenidade e colegialidade nos consistórios, sobretudo quando estes envolviam decisões sobre a criação de novos cardeais, reformas litúrgicas ou temas de grande relevância moral.
"O consistório não é apenas a cúpula administrativa da Igreja; ele é, mais do que tudo, o teatro ritual da sua consciência jurídica e da sua vigilância doutrinal."
Nesse sentido, o consistório se distingue de outros órgãos eclesiásticos por seu duplo caráter: é ao mesmo tempo órgão deliberativo e cerimônia, ato jurídico e manifestação da autoridade espiritual. Essa fusão confere ao consistório uma posição singular na história do governo pontifício, simbolizando a continuidade entre o legado do Império Romano e a doutrina da sucessão apostólica.

## O consistório como ritual de poder
No contexto da cúria romana, o consistório não é apenas um órgão de deliberação administrativa ou doutrinária, mas sobretudo um ritual de poder. Essa dimensão ritualística está enraizada na herança imperial tardo-antiga e foi transfigurada pela teologia política do papado, especialmente a partir do século XI. O consistório — seja ele secreto, público ou semipúblico — constitui uma mise-en-scène do poder pontifício, na qual a autoridade do papa é encenada, legitimada e perpetuada através de fórmulas, gestos e protocolos altamente codificados.
"A cúria, como espaço simbólico, ritualiza a soberania papal por meio do consistório: é nesse teatro solene que o papa aparece simultaneamente como juiz, pai e soberano, num modelo que conjuga jurisdição, doutrina e carisma."
O consistório representa, portanto, a dramatização institucional da supremacia papal, encarnando a ideia de que a autoridade do pontífice é exercida não apenas pela palavra ou pela decisão, mas também pela encenação ritual do governo espiritual. A disposição hierárquica dos cardeais ao redor do papa, o uso de fórmulas latinas, o silêncio reverente da assembleia e a proclamação pública de decisões reforçam a natureza sacral do poder exercido. Trata-se, na linguagem da antropologia política, de um rito de consagração contínua da ordem hierárquica e da centralidade do trono petrino.
Desde o período medieval, especialmente após o fortalecimento do colégio cardinalício como corpo eletivo do papa, os consistórios passaram a desempenhar papel crucial na legitimação das escolhas eclesiásticas. A criação de cardeais, por exemplo, ocorre exclusivamente em consistórios secretos (in pectore) ou públicos, simbolizando não apenas a nomeação de conselheiros, mas a integração solene de novos membros ao círculo mais íntimo do poder espiritual da Igreja.
"A nomeação cardinalícia em consistório é um gesto de incorporação ao coração mesmo da soberania pontifícia; ela ritualiza a continuidade apostólica e a coesão colegiada que sustentam o primado romano."
Com o advento do cerimonial barroco, os consistórios públicos tornaram-se espetáculos de poder coreografado, integrando música, insígnias, fórmulas fixas e arquitetura. Durante o Ancien Régime, os embaixadores das potências católicas presenciavam tais eventos como expressão visível da preeminência espiritual da Sé Apostólica, em um jogo diplomático de grande sofisticação. A entrada dos novos cardeais, trajando púrpura, acompanhada de orações solenes, ajoelhamentos e bênçãos, tornava visível a hierarquia eclesial como corpo místico ordenado e submisso à cátedra de Pedro.
A partir do Concílio de Trento (1545–1563), o consistório assumiu papel ainda mais relevante como instrumento de governo centralizado. Em um contexto de reforma e reafirmação da ortodoxia católica frente à Reforma protestante, o consistório serviu como espaço de definição doutrinária, de disciplina interna e de reafirmação da unidade sob o primado romano. A autoridade colegiada dos cardeais foi subordinada à figura do papa, que, no consistório, exercia o poder de escutar, discernir e decidir, reafirmando a sua posição como juiz supremo da Igreja.
"O consistório pós-tridentino é, ao mesmo tempo, uma cena de escuta e um dispositivo de comando: ali se articula o ideal da monarquia pontifícia com a consulta ao conselho, num modelo hierárquico que pretende conjugar obediência e razão."
Mesmo na contemporaneidade, com a redução da frequência dos consistórios e a racionalização da administração da cúria após o Concílio Vaticano II (1962–1965), o seu valor ritual permanece. A canonização de santos, a nomeação de cardeais e a convocação de consistórios para discussão de reformas eclesiásticas continuam a ser realizados com linguagem cerimonial específica. Esses eventos são transmitidos ao vivo, traduzindo a antiga solenidade do consistório em uma liturgia midiática de visibilidade global.
Do ponto de vista simbólico, o consistório constitui uma forma de dramatização eclesiológica da unidade da Igreja: ao reunir o papa com seus cardeais — vindos dos cinco continentes — em um espaço carregado de tradição e autoridade, reafirma-se a ideia da Igreja como corpo uno, hierárquico, católico e apostólico, governado por um pastor universal.
"O consistório é a reatualização cerimonial da soberania espiritual do papa sobre o mundo católico: nele se manifesta a teologia do poder petrino como evento e como espetáculo ritual."
Dessa forma, o consistório, enquanto ritual de poder, condensa em si múltiplas dimensões — jurídica, teológica, performativa e simbólica — que transcendem sua função deliberativa. Ele opera como espaço de visibilização da teocracia papal, enquanto reatualiza, por meio de símbolos e gestos herdados do mundo romano, o carisma institucional do pontificado católico.

## Representações artísticas e iconográficas

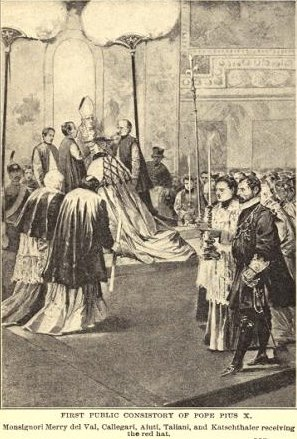
Primeiro consistório público de Pio X

Ao longo dos séculos, o consistório papal foi representado em diferentes mídias visuais, desde manuscritos iluminados e afrescos até gravuras e pinturas renascentistas e barrocas. Essas representações iconográficas não apenas documentam o evento enquanto rito e instituição, mas também reforçam visualmente a autoridade pontifícia, o cerimonial romano-cristão e a hierarquia eclesiástica.

A figura do consistório, como espaço colegiado de deliberação, também encontrou representação nas artes manuscritas da Idade Média, sobretudo nas iluminuras de códices litúrgicos, jurídicos e hagiográficos produzidos nos scriptoria monásticos e episcopais. Tais representações visuais não apenas documentavam a organização eclesiástica vigente, mas também serviam como instrumentos de legitimação simbólica do poder pontifício.
Nas miniaturas dos manuscritos do período carolíngio e otoniano, observa-se a frequente iconografia do papa rodeado por clérigos sentados em disposição semicircular, muitas vezes sob um arco arquitetônico, evocando deliberadamente a estrutura do antigo consistorium principis romano. Essa visualidade reiterava a continuidade entre a autoridade imperial e a autoridade pontifícia, reforçando o papel do papa como árbitro supremo das questões eclesiásticas.

Em códices jurídicos do século XII, como os manuscritos do Decretum Gratiani, é comum encontrar representações do consistório papal na forma de uma aula conciliar, onde o papa, com tiara e vestes litúrgicas, preside sessões de julgamento ou ensino, ladeado por cardeais ou mestres. Essas imagens não são apenas decorativas, mas exprimem visualmente a autoridade interpretativa do pontífice na tradição do direito canônico. Segundo Kathleen Biddick, 
"a miniatura jurídica medieval, ao inscrever o consistório papal na página, transforma o códice em palco da teocracia, tornando visível o governo invisível da Igreja".
Na iconografia da alta Idade Média, especialmente em manuscritos produzidos na Cúria Romana ou em mosteiros reformados sob influência gregoriana, o consistório aparece ainda como espaço de proclamação dogmática e de canonização de santos. Iluminuras dessas sessões reforçam o papel do consistório como locus da autoridade espiritual, apresentando o papa em posição hierática, frequentemente com o gesto da bênção ou da proclamação, enquanto os cardeais escutam reverentes.

Segundo estudiosos como Robert A. Maxwell, 
"as miniaturas que retratam o consistório papal servem de matriz visual para a internalização do modelo hierárquico e eclesiológico da Igreja, transformando o manuscrito em um microcosmo da ordem cristã universal".
Além disso, o formato semicircular da assembleia — com o papa ao centro e os conselheiros dispostos em arco — aparece como um dispositivo visual de clara herança romana, reelaborado para expressar não mais a ordem jurídica do império, mas a hierarquia celestial da Igreja. Tal concepção visual foi amplamente difundida em códices beneditinos e cistercienses, especialmente nas iluminuras de comentários eclesiásticos, como os de Honório de Autun e Isidoro de Sevilha.
Essas imagens não apenas educavam visualmente os membros do clero sobre a estrutura do poder eclesiástico, mas também contribuíam para sacralizar o governo papal, reiterando sua pretensão de continuidade com a auctoritas romana e com a tradição apostólica.
"As miniaturas dos códices canônicos não apenas ilustram o conteúdo normativo, mas o encenam — e, nesse teatro visual, o consistório torna-se palco da soberania pontifícia."

### Pintura renascentista e barroca
Com o florescimento da pintura renascentista e a valorização do retrato institucional, o consistório passa a ser representado em grandes afrescos e telas destinadas a decorar palácios eclesiásticos e capelas privadas. Na Alta Renascença, artistas como Raphael e seus seguidores introduziram cenas de consistórios papais em complexas composições teatrais, nas quais o papa é apresentado como juiz e soberano, rodeado de cardeais e prelados em posturas hieráticas.
Durante o Barroco, a teatralidade visual dos consistórios foi intensificada. Artistas como Carlo Maratta e Giovanni Battista Gaulli recorreram a jogos de luz, perspectiva e cores vivas para representar a solenidade e a espiritualidade do consistório. Essas obras frequentemente associam o evento a temas escatológicos e alegorias da Igreja triunfante, reforçando a visão tridentina do papado como centro da ortodoxia.
"O Barroco representa o consistório como uma liturgia da supremacia: cada gesto, cada objeto, cada feição contribui para encenar a plenitude do poder pontifício."

### Iconografia cerimonial e litúrgica
As representações iconográficas do consistório também obedecem a regras estritas de protocolo eclesiástico. Os trajes dos cardeais (como o mozzetta e o galero), os objetos litúrgicos (como o anel do pescador) e os arranjos espaciais do evento são cuidadosamente retratados para sublinhar a natureza canônica e teológica da ocasião. Muitas dessas imagens, reproduzidas em documentos oficiais da Cúria Romana ou em coleções cerimoniais, servem tanto à instrução quanto à legitimação da prática.
Essa iconografia é particularmente abundante nos séculos XVII e XVIII, quando a arte sacra se torna veículo de propaganda visual da Igreja pós-tridentina. Obras impressas como os cerimonialia romanos incluem gravuras detalhadas de sessões consistoriais, explicando a função de cada figura e gesto envolvido no rito.

### Escultura e arte monumental
Na Basílica de São Pedro, bem como em outras basílicas patriarcais, a memória visual dos consistórios é perpetuada por esculturas e relevos que remetem à autoridade colegiada do papa e ao colégio cardinalício. Monumentos fúnebres de cardeais do período moderno frequentemente representam cenas de consistórios como testemunhos de sua participação na alta administração eclesiástica.
Na Roma barroca, especialmente sob os papados de Inocêncio X e Alexandre VII, arquitetos como Gian Lorenzo Bernini integraram elementos simbólicos do consistório em obras monumentais, como o trono de São Pedro (Cathedra Petri) e as colunatas da praça de São Pedro, sugerindo visualmente a ideia de uma Igreja governada colegialmente, mas centrada na figura do papa.

### Dimensão simbólica e política da imagem
As representações visuais do consistório não são meramente descritivas, mas simbólicas e performativas. Elas constroem uma imagem do papado como instância suprema de julgamento, discernimento espiritual e ordem eclesial. Ao longo do tempo, tais imagens foram usadas para afirmar a legitimidade da monarquia papal frente a desafios doutrinais, políticos e sociais.
"A iconografia do consistório traduz visualmente aquilo que o direito canônico prescreve e que a teologia afirma: a supremacia visível da Sé de Pedro sobre toda a Igreja."
A conjugação entre arte, política e religião é, portanto, intrínseca às representações iconográficas do consistório papal. Elas não apenas registram um evento, mas inscrevem-no na memória coletiva da Igreja como gesto de autoridade, continuidade e transcendência.

## Desenvolvimento litúrgico

### No Império Romano
No contexto da administração imperial romana, o sacrum consistorium era o conselho privado do imperador, instituído formalmente a partir das reformas de Diocleciano (284–305), como órgão permanente e centralizado de consulta e deliberação. Ele era composto por altos dignitários da corte, como os prefeitos do pretório, mestres dos ofícios, comitiva jurídica e secretários imperiais, refletindo a concentração de poder e o caráter cerimonial da autoridade imperial.
"O consistorium representava a elite política do Império, reunida em torno do poder imperial, onde decisões de ampla repercussão eram debatidas com formalidade e sigilo."

### A cristianização da estrutura administrativa
Com a cristianização do Império Romano, sobretudo após o Édito de Milão (313) e o Édito de Tessalônica (380), a Igreja passou a assimilar estruturas e linguagens de poder do aparato estatal romano. Como observa Justo L. González, houve um “processo de transposição simbólica e funcional” das instituições imperiais para a Igreja em formação.
"O modelo de centralização e consulta colegiada do poder imperial foi transposto à organização hierárquica da Igreja, numa síntese entre legalismo romano e carisma cristão.

### O consistório no cristianismo primitivo
O consistório papal emerge na Cúria Romana como herdeiro direto dessa função de aconselhamento reservado ao soberano. Desde o século IV, os bispos de Roma passaram a contar com um corpo de conselheiros permanentes – os presbíteros e, posteriormente, os cardeais –, que participavam de reuniões formais para tratar de questões doutrinais, disciplinares e administrativas. Segundo Brian Tierney:
"O consistório papal é a expressão da continuidade institucional entre o governo imperial romano e a organização eclesiástica do cristianismo primitivo.¨
A institucionalização do consistório no direito canônico consolidou-se ao longo da Alta Idade Média, tornando-se o espaço formal de deliberação papal, especialmente nos assuntos relacionados à nomeação de bispos, julgamentos eclesiásticos e criação de cardeais.
A inserção do consistório na vida litúrgica da Igreja Romana acompanhou a transformação da cúria pontifícia em órgão não apenas administrativo e jurídico, mas também espiritual e cerimonial. A partir do século XI, e especialmente com as reformas gregorianas, o consistório passou a integrar o calendário eclesiástico como espaço formalizado de proclamação, oração solene e ordenações, tornando-se um dos momentos litúrgicos mais expressivos do exercício da autoridade pontifícia.

### Consistório e solenidade litúrgica
O consistório público, realizado tradicionalmente na Basílica de São Pedro, incorporava elementos próprios da liturgia papal, com início em procissão, leitura de passagens bíblicas, entronização do pontífice e uso de vestes solenes como a cappa magna. Nessas ocasiões, proclamavam-se nomeações episcopais, decisões doutrinais e, eventualmente, beatificações ou canonizações. Tais eventos reforçavam o caráter sacramental do ofício papal.

Segundo Aimé Georges Martimort, 
"o consistório, enquanto espaço ritualizado de proclamação e deliberação, está profundamente enraizado na lógica litúrgica da Igreja latina, pois ele transforma uma decisão de governo em um ato celebrado diante de Deus e da assembleia eclesial".

### Liturgia da autoridade pontifícia
O desenvolvimento litúrgico do consistório permitiu à Igreja Romana articular autoridade e culto de modo singular. Em consistórios secretos, por exemplo, ocorriam fórmulas de juramento, submissão canônica de bispos recém-nomeados (obedientia), e a recitação de orações específicas para a assistência divina nas decisões do papa e dos cardeais.

A estrutura do consistório como liturgia da autoridade foi estudada por Enrico Mazza, que assinala: 
"o ato consistorial é, antes de tudo, um rito de instituição eclesial; sua gramática é a da liturgia da ordenação, da investidura e da proclamação escatológica da missão da Igreja".

### Consistórios e ordenações episcopais
Desde a Idade Média, e sobretudo a partir do século XIII, os consistórios tornaram-se também o espaço preferencial para a aprovação de novos bispos, após consulta ao colégio cardinalício. Embora a consagração episcopal ocorresse separadamente, a proclamação papal da nomeação em consistório era revestida de solenidade litúrgica, com canto de salmos e preces, marcando ritualmente o início da autoridade do novo prelado.

Essa prática reforçava a centralização romana sobre a Igreja universal, conforme observa J. A. Jungmann: 
"a proclamação consistorial de um bispo é uma teologização do governo eclesiástico: não se trata apenas de um decreto, mas de um envio celebrado no seio da Igreja reunida".

### Hinos e textos próprios
Ao longo dos séculos, certos consistórios passaram a incluir composições musicais específicas, como antífonas e hinos de exaltação ao papado ou de súplica ao Espírito Santo, entoados durante a proclamação de decisões importantes. Por ocasião da criação de novos cardeais, por exemplo, é costume o canto do Te Deum, ressaltando o caráter espiritual e escatológico da nomeação cardinalícia.

Alguns estudiosos sugerem que esses elementos musicais e textuais transformam o consistório em uma espécie de "liturgia do governo", em que a soberania papal é dramatizada em moldes rituais. Como afirma David Power: 
"a assembleia consistorial, como expressão ritual, não apenas governa, mas celebra; não apenas delibera, mas liturgifica o próprio ato de decidir".

### Reformas pós-tridentinas e continuidade
O Concílio de Trento (1545–1563) e as reformas subsequentes contribuíram para a padronização dos consistórios, incorporando elementos da liturgia romana codificada por Pio V. Embora os consistórios tenham perdido parte de sua frequência ao longo da modernidade, seu caráter litúrgico nunca foi totalmente abandonado. Ainda hoje, eventos como o consistório para a criação de cardeais seguem protocolos litúrgicos estritos, reafirmando a sacralidade do governo papal.

## Dimensões antropológicas e simbólicas
O consistório, enquanto instituição e prática, não deve ser compreendido unicamente sob a ótica jurídico-institucional ou teológico-eclesial; ele constitui igualmente um fenômeno simbólico e antropológico, enraizado em estruturas arquetípicas de poder, sacralidade e performance. Ao reunir-se em torno do papa, o Colégio dos Cardeais encena uma gramática visual e gestual que remete a formas arcaicas de legitimação da autoridade, em que o centro físico e simbólico da assembleia é ocupado por uma figura investida de carisma hierático.
Nas sociedades tradicionais, a reunião de conselheiros ou anciãos em torno de um líder revestido de autoridade espiritual e política corresponde a uma das formas mais perenes de organização coletiva do poder. No caso da Igreja, o consistório reatualiza, em moldura cristã, esse arquétipo de governança sacralizada. A figura do papa, situado no centro da assembleia e rodeado de seus cardeais — literalmente, “cardines”, os gonzos sobre os quais gira a autoridade da Igreja — assume um papel de mediador entre o divino e o humano, entre o tempo escatológico e a história.
Além disso, o consistório encarna uma forma de teatralização do poder. Conforme argumenta Clifford Geertz, todo sistema político sustenta-se não apenas pela coerção ou pela normatividade, mas por rituais que conferem inteligibilidade e legitimidade às suas decisões. O consistório papal, com suas fórmulas solenes, vestimentas específicas e coreografias cerimoniais, constitui, nesse sentido, uma cena dramática em que a autoridade é performativamente reiterada. A assembleia não é apenas deliberativa, mas também simbólica: nela se manifesta, em ato, a teologia política da Igreja.
O consistório também pode ser interpretado como um “rito de mediação institucional”, nos termos de Mary Douglas, em que se afirmam as fronteiras internas do corpo eclesial e se reforça a coesão de seus membros mais elevados. A própria distinção entre consistórios públicos e secretos evoca uma tipologia do sagrado — entre o mistério reservado e a solenidade epifânica — que remonta a tradições religiosas anteriores ao cristianismo.
Assim, o consistório não é apenas uma instância de governo colegiado, mas um espaço de articulação simbólica entre poder, rito e representação. Nele, a Igreja reafirma sua continuidade histórica com as formas imperiais romanas, ao mesmo tempo em que reinscreve essas formas na linguagem da escatologia cristã e da sacramentalidade da autoridade.
Clifford Geertz argumenta que estruturas cerimoniais, como assembleias eclesiásticas, possuem uma função simbólica determinante na legitimação do poder. A encenação de continuidade com a tradição romana, bem como a performatividade dos ritos e protocolos visuais do consistório, reiteram a autoridade do Papa diante de seus pares e da Igreja.
"A autoridade do Papa não é apenas teológica, mas performada simbolicamente em rituais visíveis como o consistório, onde a encenação da tradição confere legitimidade ao presente."

## Iconografia do consistório
A iconografia do consistório, desenvolvida sobretudo a partir da Baixa Idade Média e do Renascimento, constitui uma expressão visual da autoridade papal e da hierarquia eclesiástica. Pinturas murais, afrescos, iluminuras e tapeçarias retratando sessões consistoriais frequentemente operam como dispositivos de legitimação simbólica do poder pontifício, ao mesmo tempo em que estabelecem paralelos visuais com a iconografia do trono imperial, da corte régia e do juízo escatológico. O consistório é representado, nessas obras, como um espaço hierarquizado, centrado na figura do papa entronizado e rodeado pelos cardeais, frequentemente caracterizados por suas vestes vermelhas e insígnias específicas.
Um exemplo emblemático encontra-se nos afrescos do Pinturicchio no apartamento Borgia do Vaticano, nos quais o consistório aparece como uma cerimônia de grande solenidade e teatralidade. Nesses registros, observa-se uma clara intenção de associar o pontífice à tradição da maiestas romana e à iconografia do Cristo juiz, num claro gesto de transposição simbólica da autoridade celestial para o plano terreno.
A disposição circular ou semicircular dos cardeais ao redor do papa, recorrente em miniaturas e frescos, retoma uma simbologia cósmica e escatológica: o centro, ocupado pelo pontífice, representa o eixo do mundo espiritual e da ordem canônica. Segundo André Vauchez, “essa iconografia manifesta não apenas a centralidade do papa no governo da Igreja, mas sua função como ponto de convergência entre o céu e a terra”.
Durante o Concílio de Trento, e mais intensamente no pontificado de Sisto V (r. 1585–1590), a iconografia consistorial assume contornos ainda mais normativos. O consistório é representado como um locus de decisão infalível, sustentado pela tradição apostólica e pela colegialidade controlada. O artista flamengo Jan Gossaert, em sua pintura Consistório de Leão X, articula elementos clássicos e cristãos para reafirmar a autoridade doutrinal do papa e a fidelidade de seus conselheiros.

### O ponto de vista contemporâneo
No século XIX, com a consolidação do ultramontanismo e o fortalecimento da centralização papal, as representações do consistório adquirem um tom monumentalista. Gravuras litográficas e pinturas históricas da época evocam não apenas o esplendor do evento, mas sua natureza quase sacral. O artista francês Jean-Paul Laurens, por exemplo, em obras como Le Consistoire, enfatiza o caráter inquestionável das decisões pontifícias, remetendo à estética neomedieval e à teatralidade política do catolicismo pós-revolucionário.
Na leitura contemporânea, estudiosos como Michael Camille e Georges Didi-Huberman têm chamado atenção para a função performática e autorreferencial dessas imagens. Para Camille, a iconografia consistorial é “menos um registro histórico do que uma construção visual da autoridade: imagens que dizem mais sobre o desejo de ordem do que sobre a realidade do evento representado”. Já Didi-Huberman observa que “o poder se faz visível não pela nitidez, mas pela opacidade simbólica das imagens que o cercam — e o consistório é, antes de tudo, uma coreografia do invisível institucional”.
Portanto, a iconografia do consistório opera como um campo de disputa simbólica, em que se negociam imagens da tradição, formas de poder e construções de legitimidade. Ela é, ao mesmo tempo, veículo de memória institucional e instrumento de performatividade visual, inscrevendo o evento consistorial na longa duração da arte sacra e política ocidental.

## Consistórios para criação de cardeais
- Consistório Ordinário Público de 2006
- Consistório Ordinário Público de 2007
- Consistório Ordinário Público de 2010
- Primeiro Consistório Ordinário Público de 2012
- Segundo Consistório Ordinário Público de 2012
- Consistório Ordinário Público de 2014